# Волох, Анатолий Александрович
Анатолий Александрович Волох (1917, Минск — 1 октября 1943) — сержант Рабоче-крестьянской Красной Армии, участник Великой Отечественной войны, Герой Советского Союза (1943).

## Биография
Анатолий Волох родился в 1917 году в Минске в семье железнодорожника. Белорус. После окончания железнодорожного ПТУ работал на вагоноремонтном заводе в Минске. В 1938 году Волох был призван на службу в Рабоче-крестьянскую Красную Армию Ленинским районным военным комиссариатом Минска. С 1941 года — на фронтах Великой Отечественной войны. Принимал участие в боях на Юго-Западном и Воронежском фронтах. К августу 1943 года сержант Анатолий Волох был разведчиком 12-го отдельного разведбатальона 2-го танкового корпуса 40-й армии Воронежского фронта. Отличился во время освобождения Украинской ССР.
В августе 1943 года во время одной из разведывательных вылазок Волох захватил в плен немецкого офицера. 21 августа в районе города Зеньков Полтавской области он с группой разведчиков атаковал вражескую колонну машин, захватив в плен машину с офицерами и важными штабными документами противника. В августе 1943 года в ходе освобождения города Лебедин Сумской области Волох одним из первых на броневике ворвался в город и вступил в бой с превосходящими войсками противника.
1 октября 1943 года автоматчик 10-го гвардейского отдельного бронеавтомобильного батальона гвардии сержант Волох погиб в бою. Похоронен в братской могиле в сквере на улице Первогвардейской в городе Лебедин.
Указом Президиума Верховного Совета СССР от 17 ноября 1943 года за «образцовое выполнение боевых заданий командования на фронте борьбы с немецкими захватчиками и проявленные при этом мужество и героизм» сержант Анатолий Волох посмертно был удостоен высокого звания Героя Советского Союза. Также был награждён орденом Ленина, двумя орденами Красной Звезды и рядом медалей.

## Награды и звания
- Герой Советского Союза (17.11.1943, посмертно)
- Орден Ленина
- Два Ордена Красной Звезды
- Медали

## Память
- В честь Волоха названа улица в Минске[1].
- В Марьина Горка (Беларусь). Мемориал в честь 8-й Гвардейской Краснознаменной танковой дивизии. Один из памятных знаков посвящён Герою.

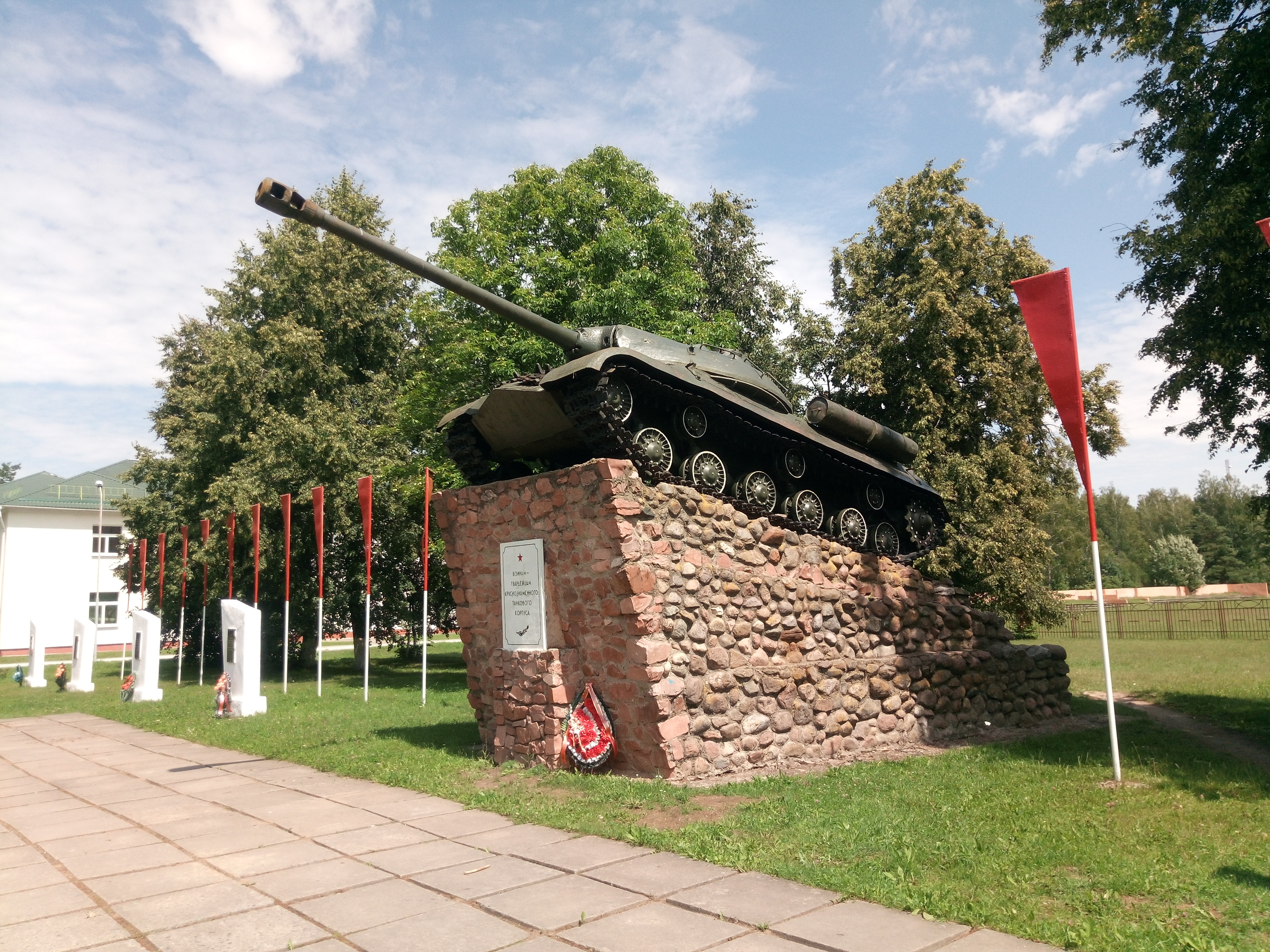
Марьина Горка. Памятник воинам-гвардейцам Краснознамённого танкового корпуса.
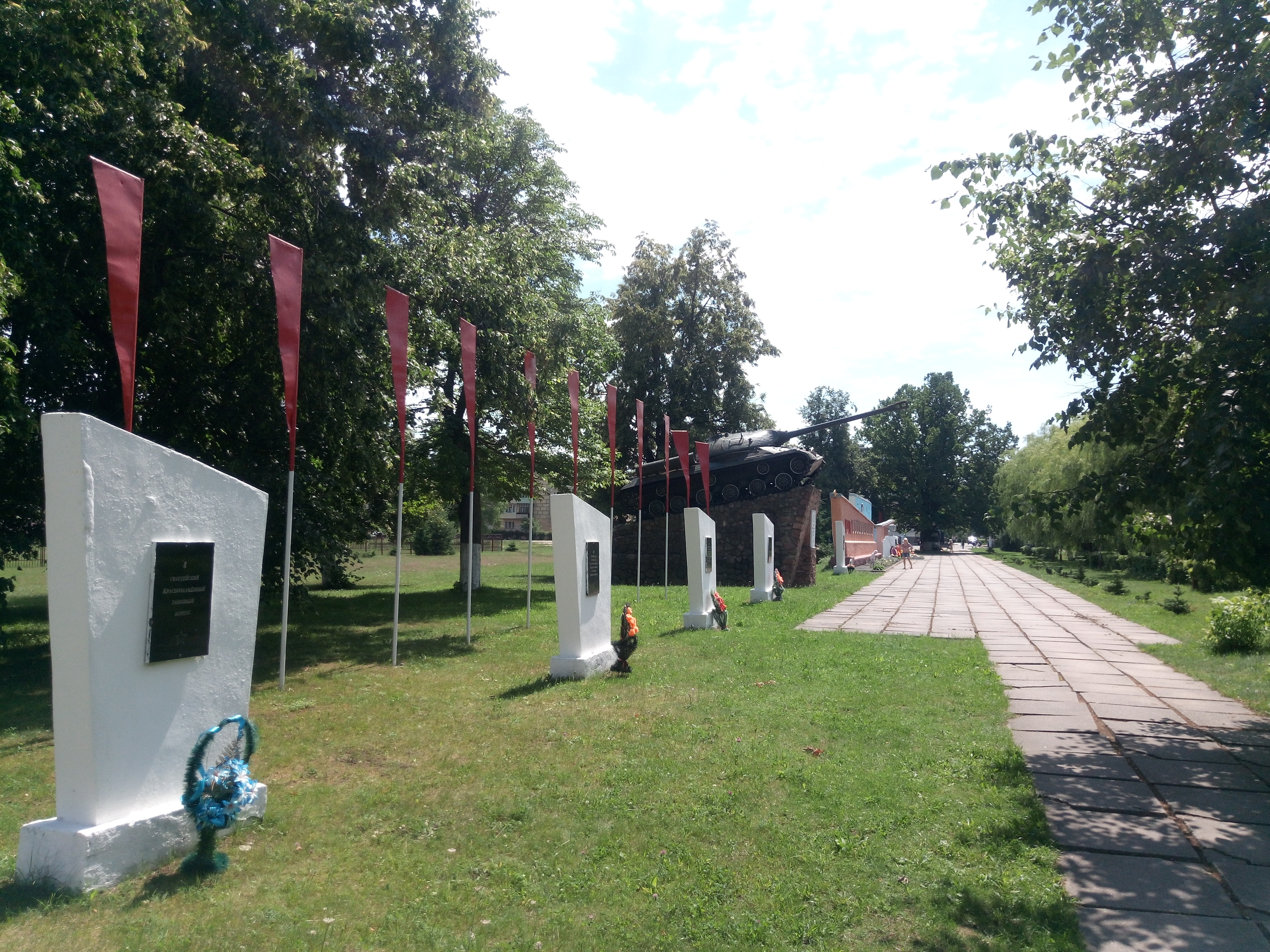
Марьина Горка. Мемориал 8-й танковой дивизии.
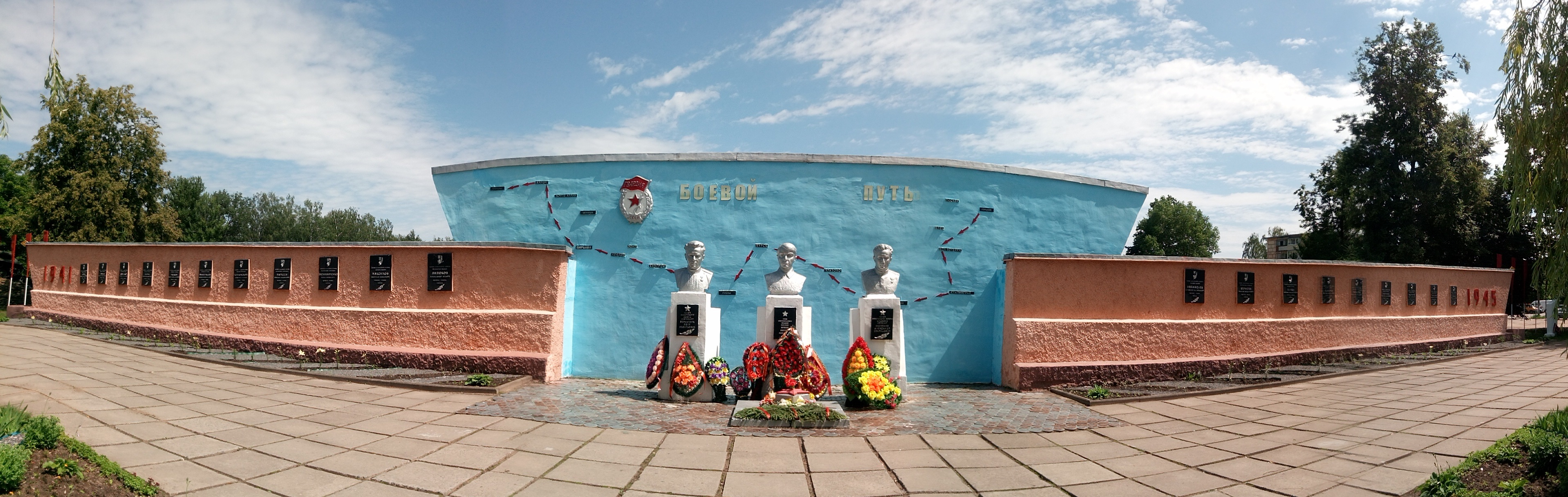
Марьина Горка. Мемориал 8-й танковой дивизии.
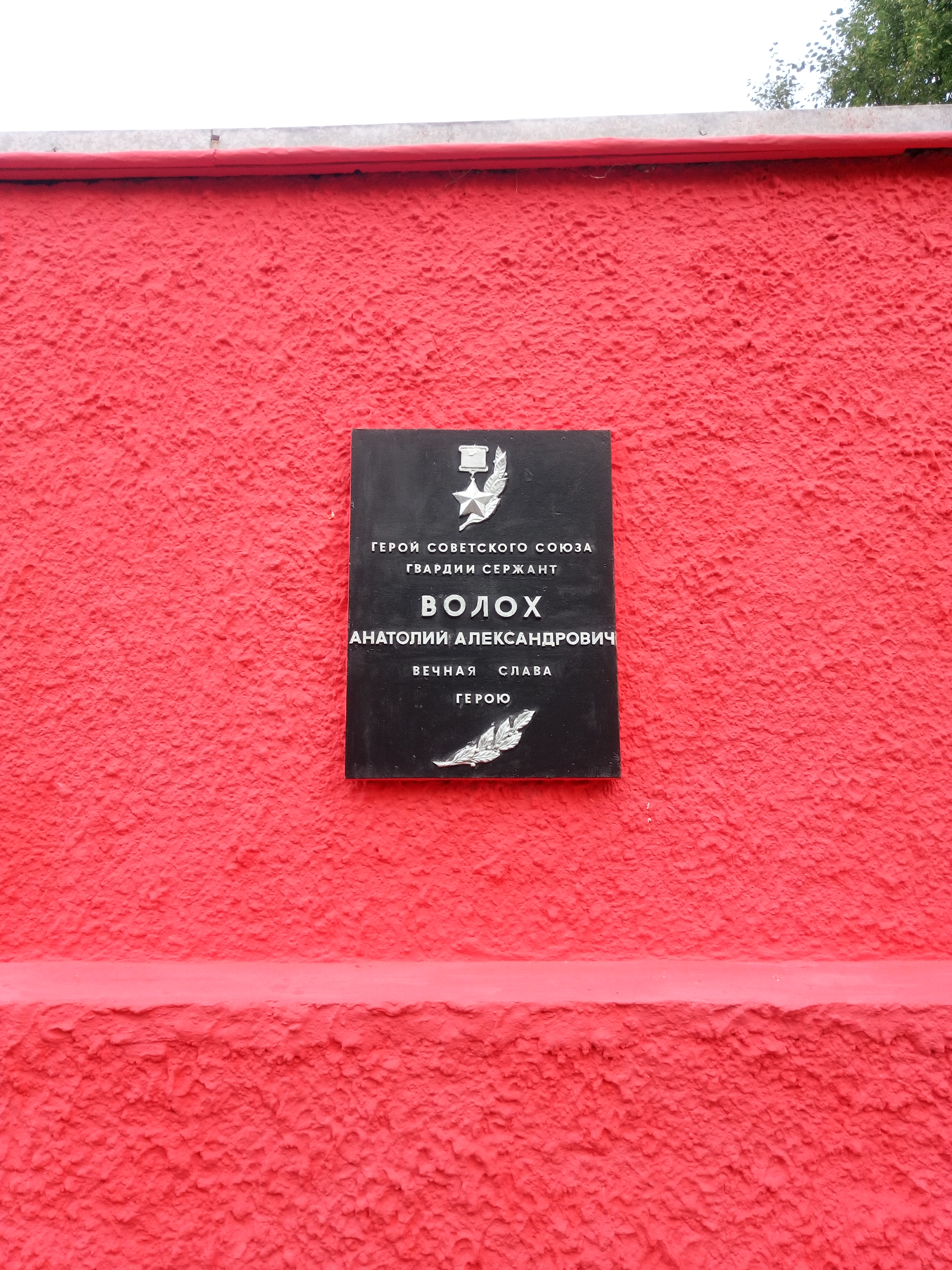
Марьина Горка. Мемориал 8-й танковой дивизии. Памятная доска.